# Промислово-фінансова імперія Фуггерів

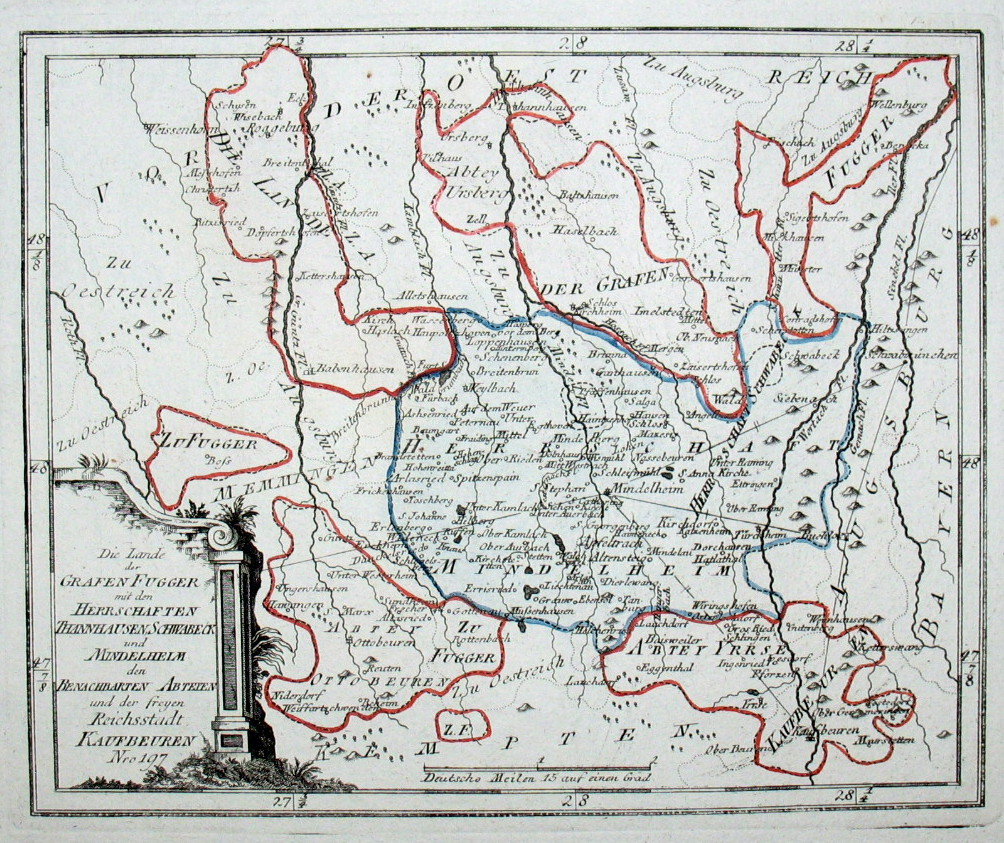
Землі Фуггерів

Промислово-фінансова імперія Фуггерів
Промислова революція, яка позначила перехід від ручного, ремісничого виробництва до машинного фабрично-заводського устрою й заклала підвалини трансформації традиційного аграрного суспільства в нове індустріальне, розпочалася в другій половині XVIII ст. Передумови цієї революції, що накопичували „потенційну енергію” змін, формувалися ще в надрах пізнього середньовіччя. Специфіка й темпи її розвитку помітно відрізнялися: від доволі стрімких перетворень в Англії, яка випереджала в цих процесах інші країни, до еволюційного, поступового руху Центральної Європи. Дещо умовні терміни становлення промислового виробництва нового типу коливались від кількох десятиріч до сторіччя й більше, хоча „підготовчий період” цих змін тривав значно довше.
Серед головних причин знакових соціально-економічних зрушень називають такі: суттєве зростання капіталу, накопиченого завдяки сталому постачанню величезних обсягів золота та срібла з Іспанської Америки; збільшення за сприяння морського транспорту європейського і світового товарного ринку; зростання продуктивності сільського господарства й приріст населення (яке шукало працю в промислових центрах); винайдення принципово нових машин і технологій, що разюче піднесли продуктивність праці, посилили концентрацію й розвиток гірничо-металургійного виробництва як головного рушія промислового поступу.
Оскільки новаторські організаційні зміни в європейському гірництві та металургії передували іншим важливим процесам промислової революції, розгляньмо їх більш ретельно на прикладі славетного промислово-фінансового дому Фуггерів, становлення якого яскраво ілюструє переростання торговельного капіталу в промисловий, пов’язану з цим концентрацію виробництва й формування можновладців нового типу.
Наприкінці XV ст. розпочалося загальне зростання економіки країн Священної Римської імперії, яке значною мірою було викликане розвитком видобутку металів в Німеччині, Австрії, Чехії, Словаччині, причому германські землі на деякий час запосіли провідне місце в економічному розвитку Європи. Величезне значення мали поліметалічні рудники. Їхня привабливість була всеохопною. Це породжувало невтримне бажання шляхти заволодіти якомога більшою їх кількістю. Проте сконцентрувати (тим більш монополізувати) гірничо-металургійне виробництво у вузькому колі власників тривалий час не вдавалося. На перепоні ставала різноманітність господарчих і фінансових суб’єктів: монастирі, великі феодали, вільні артілі гірників, міська й цехова влада, купецтво. Феодальна роздрібненість Імперії, досить заплутані господарсько-правові відносини, складні політичні й релігійні суперечності, особливі привілеї гірників, а також великі ризики інвестицій у справи розвідки й видобутку копалин стримували монополізацію видобувних галузей.
Сприятливі умови для об’єднання й упорядкованого розвитку найбільш потужних гірничих і металургійних виробництв виникли на початку XVI ст., значною мірою завдяки титанічній діяльності німецького купця, фінансиста та промисловця Якоба Фуггера (1459 – 1525 рр.), знаного за лаконічним прізвиськом „Багатій”. Його родина походила з ткацького цеху міста Аугсбурга (Південна Німеччина), а перші капітали були зароблені торгівлею місцевим сукном і тканинами з інших країн. Коли батьки Якоба вирішили дати синові професію золотаря, вони й гадки не мали, що, вивчивши метали, джерела їх походження, технології витоплення й обробки Якоб почне створювати небувалу промислово-фінансову компанію й стане найбільшим у світі власником рудників і металургійних підприємств. Його статки часто порівнювали з багатством легендарного царя Соломона, який теж отримав свої скарби завдяки славетним копальням.
Для вивчення фінансових і політичних механізмів Фуггер виїздить у Рим, Ватикан, Венецію; утворює численні комерційні факторії (фірми), відкриває свою торгівлю металами та рудами. З часом, коли було налагоджено збут металів, а економічна ситуація сприяла підвищенню попиту на них, Якоб Фуггер активно скуповує гірничі підприємства, попередньо заручившись політичною підтримкою феодальної знаті.
Першими гірничими реґіонами, опанованими Фуггером, були Тіроль і Зальцбург (Західна Австрія) та рудники Північної Італії, захоплені тірольським ерцгерцогом Сигізмундом. Його військові потреби, сплати репарацій, численні борги потребували постійних нових запозичень. Надійним кредитором ерцгерцога став Якоб Фуггер, який давав гроші під право отримувати частку доходів з рудників, що належала Сигізмундові, як власникові земель. Оскільки ерцгерцог не зміг повернути борги, то це право разом із привілеєм першому купувати видобуту руду перейшло до Фуггера. 1488 р. він разом з генуезцем Коваллі надав ерцгерцогу Сигізмундові безпрецедентну позику сумою 150 тис. гульденів, за що отримав „до повної сплати боргу” право на доходи зі срібних рудників Шваца, де працювало близько 7 тис. гірників. Важливим кроком було входження безпосередньо в управління приватних рудників, куплених шляхом позик, та придбання слабких, малоприбуткових підприємств, які мали значні запаси руд. Невдовзі підприємства Фуггера контролювали майже всі копальні Тіролю й купували більше 75% видобутку місцевих руд.
Після заволодіння Альпами розпочалась експансія в Карпати й розробка поліметалічних руд на тодішніх угорських родовищах, що розташовувались між Краковом, Братиславою й Будапештом (здебільшого на території сучасної Словаччини). Угорська шляхта, знана своєю національною самосвідомістю, активно протидіяла експансії німецької компанії. Тому 1494 р. родина Фуггерів створила разом із угорською дворянською родиною Турзо, що мала від короля Матіаша Корвіна право на розробку рудних родовищ, спільну гірничо-металургійну компанію . До важливих активів новоствореної компанії належало і те, що очолив її Йоганн Турзо – найвидатніший гірничий інженер свого часу, творець багатьох гірничих машин і технологій. Розпочавши з рудників Банської Бистриці (Нейзоля), нова компанія, що поєднала великі гроші Фуггерів та інженерний досвід Турзо, поширює свій вплив на більшість рудників угорського королівства. Одним із шляхів опанування родовищ було скуповування затоплених копалень (підземні води часто-густо були причиною припинення гірничих робіт), налагодження там систем водовідливу (винаходи Турзо) й подальша експлуатація рудних покладів.
Логічним продовженням масштабного видобувного промислу стає спорудження потужних металургійних підприємств, що створюються в Філласі (Каринтія), в Хоенкірхені (Тюрингія), а також в селищі Могила поблизу Кракова. Тут у величезних кількостях вели витоплення кольорових металів з використанням технології вилучення попутного срібла з мідних руд. Засновані в Філласі заводи дістали назву „Фуггерау”, у них були зосереджені збагачувальні промисли, печі для витоплення металу, ливарні, фабрика артилерійської зброї, кузні. Вельми символічно, що заводи в тюринзькому Хоенкірхені постали на землях монастиря цистерціанців, які передали їх Фуггерам як естафету від організаторів гірничо-металургійного промислу старих часів –новій генерації промисловців. До сьогодні в Хоенкірхені збереглися назви з тих часів: „мідний шлях”, „срібний рудник”, „ковальський став”, „дробарка” тощо.
Видобуток срібла й золота дозволив Фуггерам заснувати численні золотарні в промислових центрах Європи, зокрема в Аугсбурзі, Антверпені, Відні, Вроцлаві, Кракові. Рідне місто й резиденція Фуггерів Аугсбург  стало найбільшим постачальником коштовного металевого посуду, ювелірних виробів, дорогих годинників, холодної зброї, безлічі прикрас. Крім того, аугсбурзька компанія починає карбування грошей на багатьох монетних дворах Європи. Банківська справа (зокрема обмін валют) теж стає прерогативою аугсбурзької компанії. Фуггери також розбудовують численні друкарні  по всій Європі.
Подальшу промислово-фінансову експансію Фуггерів вможливлювала політично сприятлива ситуація піднесення монаршого дому Габсбургів, фінансовою опорою яких стає Якоб Фуггер. Удалі шлюби імператора Максиміліана I та його дітей сприяли всебічному розширенню Священної Римської Імперії, а утвердження Габсбургів в Іспанії, яка на початку XVI ст. стала потужною світовою імперією, дало надію на об’єднання усієї Європи під їхньою династичною короною.
Цими обставинами вдало скористалися Фуггери. Починаючи з 1496 р., аугсбургська компанія мала від імператора Максиміліана I значні привілеї в скуповуванні срібла й надзвичайні права на торгівлю міддю й коштовними металами в Південній Німеччині та Італії. Ці привілеї значно розширились умовою про позику від Фуггерів і Гохштеттерів від 1515 р. Ставши банкіром іспанського короля Карлоса I (Габсбурга), Якоб Фуггер забезпечив йому потужну фінансову підтримку в складній боротьбі за престол Священної Римської Імперії, за що отримав права на розробку іспанських золотих і срібних родовищ, ртутних покладів Альмадена, а також на торгівлю металами, що надходили з Іспанської Америки. Одночасно розширився вплив Фуггерів на рудники Центральної Німеччини, Саксонії, Моравії та Сілезії, де вони стали власниками багатьох родовищ, зокрема багатого на золото Райхенштайна. У 20-х роках XVI ст. утворилася промислово-фінансова імперія Фуггерів, причому ніколи раніше й ніколи пізніше в історії жоден картель не мав такого визначального впливу на економіку й політику всього Старого Світу.
Вбачаючи у феодальній роздрібненості нездоланні перешкоди для ефективного промислового розвитку Європи, Фуггер був палким прихильником утворення „світової християнської держави” і фінансував заходи з її створення на чолі з імператором Карлом V Габсбургом (колишнім іспанським королем Карлосом I). Вперше майнула надія практично втілити такі імперативи християнської ідеї, як єдність християнського народу, єдність християнської церкви, єдність християнської держави. Здавалося б, що після нищівної поразки армії французького короля у війні з Карлом V, справа об’єднання Європи була надзвичайно близькою до успіху, але спалах релігійних протистоянь в Імперії, боротьба з протестантськими державами та виснажливі війни з Туреччиною завадили реалізації цих планів (вельми сумнівних для реалій тогочасного світу, до того ж впроваджуваних „вогнем і мечем”). Цікаво, що створення Європейського Союзу в XX ст. розпочалось з міжнародного об’єднання вугілля та сталі, яке слугувало економічним локомотивом інтеґраційних процесів у Європі й розв’язувало проблеми, означені ще Якобом Фуггером.
Маючи факторії в багатьох портових містах Європи, аугсбурзька компанія зробила головним перевалочним пунктом своїх товарів Антверпен (Нідерланди в той час також перебували під владою Габсбургів). Цей порт, завдяки грошам і товарам Фуггерів, перетворився на центр світової торгівлі металами й за товарообігом успішно конкурував з Венецією. Купуючи й беручи в оренду величезні території в Іспанській Америці, Фуггери заволоділи цілою країною – Венесуелою (дослівно „Малою Венецією”), з якої вели широку торгівлю з американськими поселеннями та з Європою. За домовленістю з Іспанією компанія забезпечувала американські рудники професійними гірниками (здебільшого з Тіролю), а також доставляла на копальні африканських невільників.
Характеризуючи політичні погляди й життєву філософію Фуггерів (Якоба, його братів і небожів), відзначимо консервативну спрямованість і релігійний характер, вірність католицькій церкві, усебічну організаційну підтримку контрреформації. Добре знаючись на металах, розуміючи гірництво й небезпечну працю гірників, Фуггери розглядали свої підприємства не тільки як засіб накопичення величезних статків, а й як частину великої справи промислового поступу й об’єднання християнської Європи; тобто жили великою метою, відчували свою місію та відповідальність за доленосні вчинки .
Якоба Фуггера не стало 30 грудня 1525 р. Аугсбурзький хроніст Клемент Сендер зауважив з цього приводу: „Ім’я Якоба Фуггера й синів його брата добре відоме в усіх королівствах і країнах, навіть серед поган. Імператор, королі, князі й можновладці висилали до нього своїх посланців; Папа вітав його й приймав як свого найулюбленішого сина, кардинали вставали в присутності його особи...”. Фірма Фуггерів була у XVI ст. найважливішим світовим банком, найбільшим торговим домом, найпотужнішим гірничим підприємством, найбільшим працедавцем у гірництві, металургії, виробництві зброї, транспорту й предметів золотарства; головним адміністратором більшості монетних дворів і політичною потугою найвищого рангу.
Торування нових шляхів розвитку гірничих і металургійних підприємств Фуггерів, супроводжувалось жорстоким визиском робітників, наступом на права вільних гірничих артілей, ламанням звичних форм праці й побуту гірників. Ці тенденції помітно підсилились за часів панування нащадків Якоба Фуггера, які мало розумілися на гірництві, але прагнули дедалі більших грошей. Яскравим прикладом їхнього грабіжницького господарювання була трагедія в Злотім Стоці (на стовбурі „Золотий Осел”), яка сталася 1565 р. внаслідок заощадження на засобах кріплення й безпеки виробок. Головний стовбур золотого рудника глибиною 72 м був повністю зруйнований обвалом бокових порід. У „кам’яному мішку” залишились 59 шахтарів. Відбудову стовбуру власники вважали недоречною, і завал залишився не розібраним, а загиблих гірників навіть не шукали. Ця катастрофа стала початком злої смуги для підприємства Фуггерів у Злотім Стоці й призвела до їх виходу з концесії. Численні повстання гірників проти Фуггерів спостерігались на різних рудниках, але найбільшого розмаху досягли у Словаччині. Всі вони були жорстоко придушені феодальною знаттю й військовими найманцями компанії Фуггерів.
Існували й прогресивні риси економічної діяльності цієї особливої компанії. Її численні рудники й заводи вирізнялись доволі високим рівнем тогочасного технічного оснащення та  продуманою організацією виробництва, причому окремі „слабкі підприємства” поступово „підтягувались” до загального технічного рівня. У стислі терміни рудники кількаразово збільшили обсяги видобутку, зросла й продуктивність праці. Виникла керована з одного центру розгалужена система видобутку й подальшої переробки руд, витоплення металів і виготовлення різноманітних знарядь праці, зброї та виробів золотарства, які мали сталий попит. Фуггерам було започатковане будівництво муніципального житла, що вирішувало (хай лише частково) побутові проблеми міського населення. Таким чином у межах однієї компанії здійснювались не тільки масштабна первинна переробка сировини, а й виготовлення з неї остаточного продукту й міжнародна торгівля цими товарами, забезпечувався технічний поступ підприємств, частково вирішувались соціальні питання.
Системна взаємодія багатьох підприємств і торгових (банківських) факторій, розташованих часом на великих відстанях, сприяла дорожньому будуванню й налагодженню безпечного транспорту, долала феодальні перешкоди (кордони численних князівств, що потребували сплати мита, подорожніх дозволів тощо), створювала прогресивні напрями банківської справи (зокрема, фінансування великих виробництв), формувала таким чином нові зразки суспільних і виробничих відносин. Розвиток міжнародних зв’язків у гірництві та металургії, продемонстрований компанією Фуггерів, значним чином сприяв інтеґраційним процесам і капіталізації економічних відносин у Європі.